# Ганс Свобода
Ганс Свобода (нім. Hannes Swoboda; нар. 10 листопада 1946, Бад-Дойч-Альтенбург, Австрія) — австрійський політик, депутат Європейського парламенту від Соціал-демократичної партії Австрії, з 1996 року. З січня 2012 року лідер фракції Прогресивний альянс соціалістів і демократів у Європарламенті.

## Біографія
Ганс Свобода вивчав економіку та право у Віденському університеті. З 1983 року член муніципальної ради Відня. З 1988 року Свобода стає регіональним міністром, відповідальний за міський розвиток, планування, транспорт та зовнішні стосунки. На посаді регіонального міністра він перебуває до 1996 року. В 1996 році його обирають до Європарламенту. З 1997 року Свобода віце-президент комісії Європейського парламенту по стосункам з південно-східною Європою. Голова парламентської робочої групи по зв'язкам з країнами Західних Балкан, Середнього Сходу, Магрибу та Туреччиною. Після обрання головою Австрійських соціал-демократів в Європарламенті, Свобода стає першим віце-президентом фракції Прогресивний альянс соціалістів і демократів у Європарламенті. З січня 2012 року Ганс Свобода стає керівником фракції Прогресивний альянс соціалістів і демократів у Європарламенті.

## Нагороди
- орден «За заслуги» III ступеня (2008)[1]